# Biscarrosse
 Biscarrosse  (en euskera 'Bizkarrotze y en idioma gascón Biscarròssa) es una población y comuna francesa, situada en la región de Nueva Aquitania, departamento de Landas, en el distrito de Mont-de-Marsan y cantón de Grands Lacs. 
Se encuentra entre el lago de Cazaux-Sanguinet y el lago de Biscarrosse-Parentis, a 10 kilómetros del balneario de Biscarrosse-Plage a orillas del Océano Atlántico (playas vigiladas) en la Costa de Plata. Limita al norte con la Teste de Buch (Gironda) y Sanguinet, al este con Saugnacq-et-Muret, al sur con Parentis-en-Born y Gastes y al oeste con el océano Atlántico.

## Demografía
| 3048 | 7159 | 8058 | 8065 | 9054 | 9281 |
| Para los censos de 1962 a 1999 la población legal corresponde a la población sin duplicidades (Fuente: INSEE [Consultar]) |      |      |      |      |      |

## Historia

### Antigüedad
Biscarrosse fue un pueblo de la Edad Media al siglo XX. En el lago, encontramos vestigios arqueológicos de la Edad del Hierro. La formación de las dunas bloquea los arroyos y los lagos nacien, inundan los pueblos que se encontran aquí. En este región (en Aquitania), los pueblos no eran celticós como por lo demás de Gallia, pero eran "protovascos". Entonces es de esta época que Biscarrosse tiene un nombre vasco. En el territorio de la comuna de Biscarrosse, encontramos los restos de una antigua via romana, que se llama la via romana del litoral y que unida Dax a Burdeos. Hoy esta una pista forestal, conocida como el "Camin Arriaou" (gascón) en la comuna de Biscarrosse.

### Edad Media
Las huellas escritas más antiguas sobre Biscarrosse datan de esta época. Es un acto del señor de Biscarrosse, la carta de los derechos de usos en Biscarrosse del 2 de julio de 1277, del que el original está conservado en la Torre de Londres. Esta carta fue confirmada por lors reyes de Francia, Carlos VII en 1486, Enrique II en 1557, Luis XIII en octubre de 1615 y en 1676 por Luis XIV. Un castillo, el castillo de Montbron, es el castillo del conde de Biscarrosse y esta siempre viviendo por el descendiente actual de los condes de Biscarrosse. Fue construido al siglo XII, pero fue renovado al siglo XVI. Según una tradición, el Principe Negro (Eduardo, principe de Gales) pasa una temporada en el castillo, al siglo XIV durante la guerra de los Cien Años.

### Edad Moderna
Las Landas de Gascuña es una región pantanosa, entonces la vida estaba difícil. Además las dunas retrocedan, amenazando los pueblos. Por eso, una empresa de fijación de las dunas empieza empezó bajo la impulsión del "Captal de Buch" en 1782. Bajo Luis XVI, la fijación de las dunas continua bajo los ordénes del ingeniero Brémontier. La Revolución francesa interumpe los trabajos de fijación de las dunas en 1791. Para fijar las dunas, la solución utilizaba fue la plantación de pinos para retener los arenas.

### Edad Contemporánea
Napoleón III ordena con la ley del 19 de junio de 1857, la plantación de pinos en todas las Landas de Gascuña para sanear las Landas. Entonces nació el bosque de las Landas de Gascuña, el más grande bosque artificial de Europa. Con la generalización de los pinos, una nueva actividad nació : el "tocando" (gemmage en francés) de los pinos, que consiste en recolectar la resina para producir productos derivados. Pero en el siglo XX, el coste de la mano de obra hizo desaparecer está actividad en las Landas de Gascuña.
El rey, Luis-Felipe firma la ley del 2 de julio de 1834 que ordena la construcción de un canal entre la bahía de Arcachón y el lago de Mimizan, el canal de las Landas. Hoy solo la parte del canal entre el lago de Cazaux-Sanguinet y el lago de Biscarrosse-Parentis, con el cortorneando del pequeño étang de Biscarrosse es navegable. El canal de las Landas fue renovado durante los años 1970 y fue inaugurado por el Primer ministro Jacques Chaban-Delmas.
En los años 1930, un industrial francés Pierre-Georges Latécoère instala una base de hidroaviones en el lago de Biscarrosse-Parentis, en la comuna de Biscarrosse. Entonces muchos aviadores vinieron a Biscarrosse, como Jean Mermoz, Antoine de Saint-Exupéry, Henri Guillaumet, etc. Fue una base muy importante. Es por ello que Biscarrosse, se proclama "capital de la hidroaviacion". Hoy es la única hidrobase de Francia. Un museo, el museo de la hidroaviación, cuenta esta historia.
En 1962, con la descolonización de Argelia, Francia debe relocalizar sus sitios de ensayos de misiles. El ministro de los Ejércitos, Pierre Messmer, decidió la creación del Centro de Ensayos de las Landas (C.E.L), que luego fue llamado el Centro de Ensayos de Lanzamiento de Misiles (C.E.L.M) y, finalmente, hoy su nombre oficial es DGA EM (Dirección general del armamento ensayo de misile). La implantacion del C.E.L en la comuna de Biscarrosse conllevó una explosión demográfica que permitió a Biscarrosse convertirse en una ciudad. Además, hoy, con el desarrollo del turismo, Biscarrosse es una pequeña ciudad, desarrollada. Es la tercera ciudad por población del departamento de las Landas.